# Etheostoma smithi
Etheostoma smithi är en fiskart som beskrevs av Page och Braasch, 1976. Etheostoma smithi ingår i släktet Etheostoma och familjen abborrfiskar. Inga underarter finns listade i Catalogue of Life.